# کاوالیو دآگونیا
کاوالیو دآگونیا (به ایتالیایی: Cavaglio d'Agogna) یک کومونه در ایتالیا است که در استان نووارا واقع شده‌است.

## خصوصیات
کاوالیو دآگونیا ۹٫۸ کیلومترمربع مساحت و ۱٬۳۳۷ نفر جمعیت دارد و ۲۴۳ متر بالاتر از سطح دریا واقع شده‌است.